# Jefferson City (Montana)
Jefferson City – jednostka osadnicza w Stanach Zjednoczonych, w stanie Montana, w hrabstwie Jefferson.